# Club Deportivo Árabe
El Club Deportivo Árabe es un club de básquetbol chileno con sede en la ciudad de Valparaíso, Región de Valparaíso. Fue fundado por miembros de la colonia árabe residente en la ciudad el 15 de diciembre de 1929, y actualmente juega en la Segunda División de Básquetbol de Chile.

## Historia
Fue fundado por miembros de la colonia árabe residente en Valparaíso en el sector de El Almendral el 15 de diciembre de 1929, y su primer presidente fue Amador Mobarec. Su primer encuentro fue frente al Club de Deportes New York.
En sus primeros años su clásico rival fue el Club Español, que derrotó en cuatro años consecutivos al Árabe en la final. En 1952, el club consiguió por vez primera el campeonato de la Asociación de Básquetbol de Valparaíso, torneo que volvió a lograr en 1960. Repitió en 1962 y 1963, con un equipo que estaba constituido en su gran mayoría por jugadores chilenos, dentro de los cuales había varios seleccionados nacionales.
En el año 1949 la institución compró un terreno para construir sus instalaciones. En 1950 estrenó una cancha de asfalto en el lugar, y en 1957 inauguró su gimnasio con capacidad para 700 personas, obra que contó para su realización la ayuda de diversas instituciones de la colectividad como la Sociedad Unión Árabe y la Sociedad Femenina Homsenia.
En 2021 se anunció el ingreso del club a la liga de Segunda División, lo que significó la vuelta del equipo a competencias nacionales luego de 30 años.

## Palmarés
- Asociación de Básquetbol de Valparaíso (5): 1952, 1960, 1962, 1963, 2015.[2]